# 馬塞奧 (肯塔基州)
馬塞奧（英語：Maceo）是位於美國肯塔基州戴維斯縣的一個人口普查指定地區。

## 人口
根據2020年美國人口普查的數據，馬塞奧的面積為3.85平方千米，當中陸地面積為3.85平方千米，而水域面積為0.00平方千米。當地共有人口404人，而人口密度為每平方千米104.94人。